# Лиозно

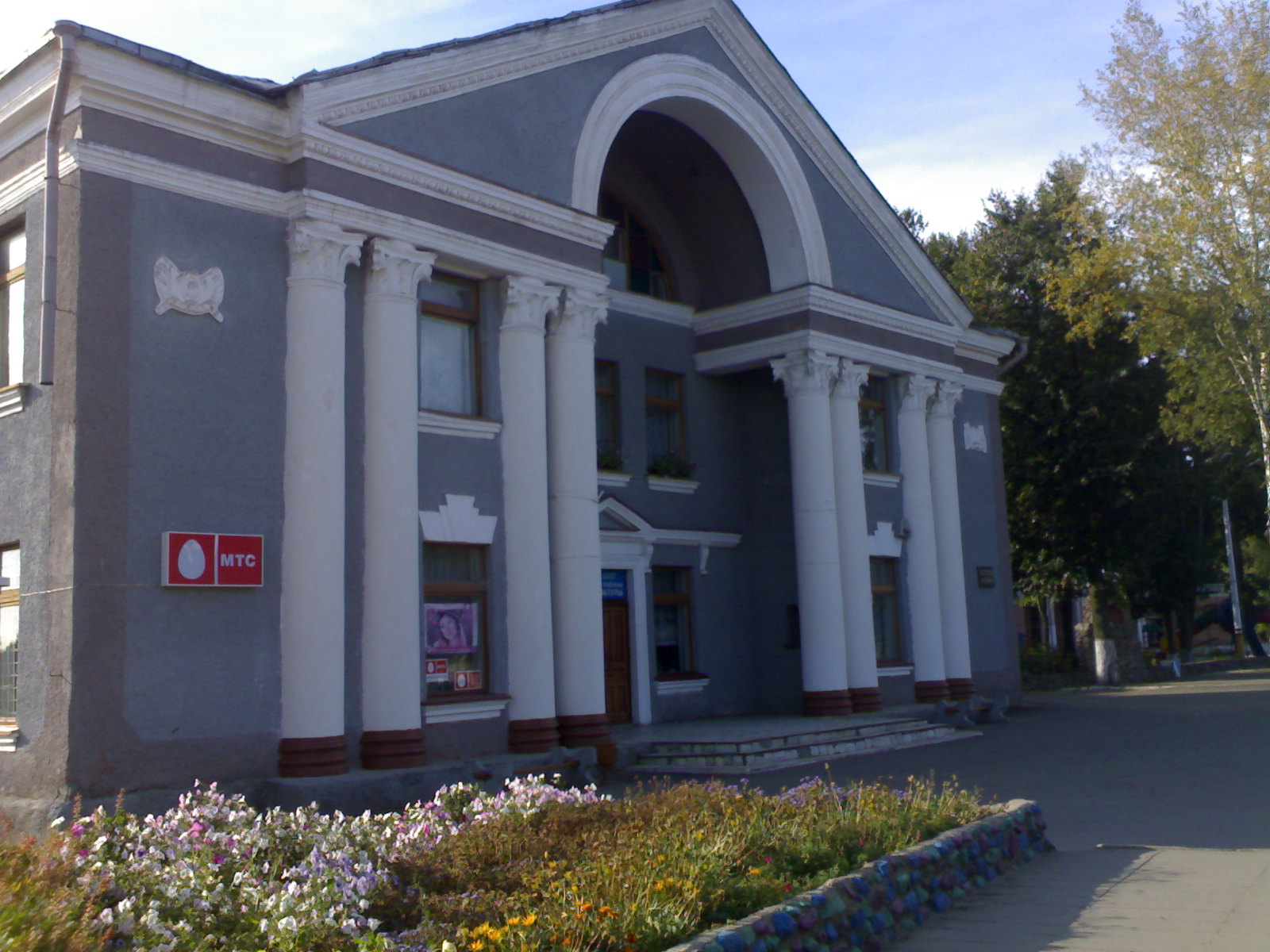
Дом культуры

Лио́зно (бел. Лёзна) — городской посёлок в Витебской области Беларуси. Административный центр Лиозненского района.

## География
Находится в 40 км от Витебска на автодороге Витебск — Смоленск, при впадении речки Змейки в реку Мошна. Железнодорожная станция на линии Витебск — Смоленск.

## Геральдика
Герб и флаг учреждены Указом Президента Республики Беларусь от 20 января 2006 года № 36 и зарегистрированы в Государственном геральдическом регистре Республики Беларусь 6 февраля 2006 года № Б-64 и Б-65. Одобрены решением Лиозненского районного исполнительного комитета от 23 октября 2002 года № 516.

## История
Первое упоминание Лиозно в письменных источниках относится к 1527 году. В 1654 году упоминается как местечко.
Летом 1800 года Лиозно посетил Г. Р. Державин — по приказу Павла I он выяснял условия жизни крестьян в связи с голодом, охватившим Белоруссию.
В 1812 году здесь находился французский полк 25-й пехотной Вюртембергской дивизии генерала Маршана; в это время Фабер дю Фор написал здесь целый ряд картин.
В Лиозно родился знаменитый художник Марк Шагал, а также Шнеур Залман, основатель хасидского движения Хабад.
Административно входило в состав Оршанского уезда.
С 17 июля 1924 года — центр Лиозненского района БССР. 27 сентября 1938 года Лиозно получило статус посёлка городского типа.
В июле 1941 года под Лиозно попал в плен сын И. В. Сталина Я. Джугашвили.
30 декабря 1943 года в окрестностях Лиозно принял последний бой старший лейтенант М. П. Судаков, посмертно удостоенный звания Героя Советского Союза.
20 октября 1995 года административные единицы Лиозненский район и посёлок Лиозно, имеющие общий административный центр, объединены в одну административную единицу — Лиозненский район.

## Население
Численность населения — 6515 человек (на 1 января 2025 года).
| Численность населения:                                                                          |
| Графики недоступны из-за технических проблем. См. информацию на Фабрикаторе и на mediawiki.org. |

| Год         | 1939 | 1959  | 1970  | 1979  | 1989  | 2006  | 2016  | 2018  | 2023   | 2024 | 2025   |
| ----------- | ---- | ----- | ----- | ----- | ----- | ----- | ----- | ----- | ------ | ---- | ------ |
| Численность | 4111 | ▲4376 | ▲5447 | ▲6065 | ▲7528 | ▼6985 | ▼6688 | ▼6684 | ▼6 631 |      | ▼6 515 |

В 1939 году в Лиозно проживали 2719 белорусов, 711 евреев, 490 русских, 47 украинцев, 29 поляков и 115 представителей прочих национальностей.
В 2017 году в Лиозно родилось 61 и умерли 90 человек. Коэффициент рождаемости — 9,1 на 1000 человек (средний показатель по району — 9,7, по Витебской области — 9,6, по Республике Беларусь — 10,8), коэффициент смертности — 13,4 на 1000 человек (средний показатель по району — 19,9, по Витебской области — 14,4, по Республике Беларусь — 12,6).

## Известные уроженцы
- Абрам Заборов (1911—1985) — белорусский советский художник еврейского происхождения, отец художника Бориса Заборова.
- Марк Шагал (1887—1985) — русский и французский художник еврейского происхождения.
- Шнеур Залман (1745—1812) — еврейский философ, раввин, каббалист, основатель хасидского движения Хабад.
- Цемах-Цедек  (1789—1866) — 3-й любавичский ребе из хасидской династии Шнеерсонов, внук Шнеура Залмана

## Экономика
Промышленный комплекс поселка представлен следующими предприятиями:
- РУП «Лиозненская хлебная база»
- ОАО «Лиозненский льнозавод»
- УЧПТП «БИГИВ» — производство деревянных барабанов для кабелей
- ГЛХУ «Лиозненский лесхоз»
- ЧПТУП «ЛЕСОРАМА» — производство пиломатериалов

### Транспорт
Через посёлок проходят автодороги Р21 (Витебск — Лиозно — граница Российской Федерации) и Р109 (Лиозно — Ореховск — трасса М8).
Также через посёлок проходит железная дорога Витебск — Смоленск со станцией Лиозно (станция).

## Образование
В поселке 2 средние, музыкальная, детско-юношеская спортивная школы, школа искусств.

## Культура
Дом культуры, 3 библиотеки — Центральная районная, Детская и Чкаловский; дом ремесел, Лиозненский военно-исторический музей, музей Марка Шагала.

## Достопримечательности
- Православная церковь Вознесения Господня
- Православная церковь Воздвижения Креста Господня
- Костёл Святого Отца Пио

### Скульптуры, памятники
- Мемориальный комплекс "Адаменская горка"
- Могилы жертв нацизма
- Памятник освободителям
- Бюст Марка Шагала

### Утраченное наследие
- Церковь Воскресения Христова (1786, снесена в 1961) — находилась перед кинотеатром «Рассвет», на месте сквера с фонтаном
- Усадьба Шагалов (XIX в.) — находилась на месте дома культуры

## Галерея

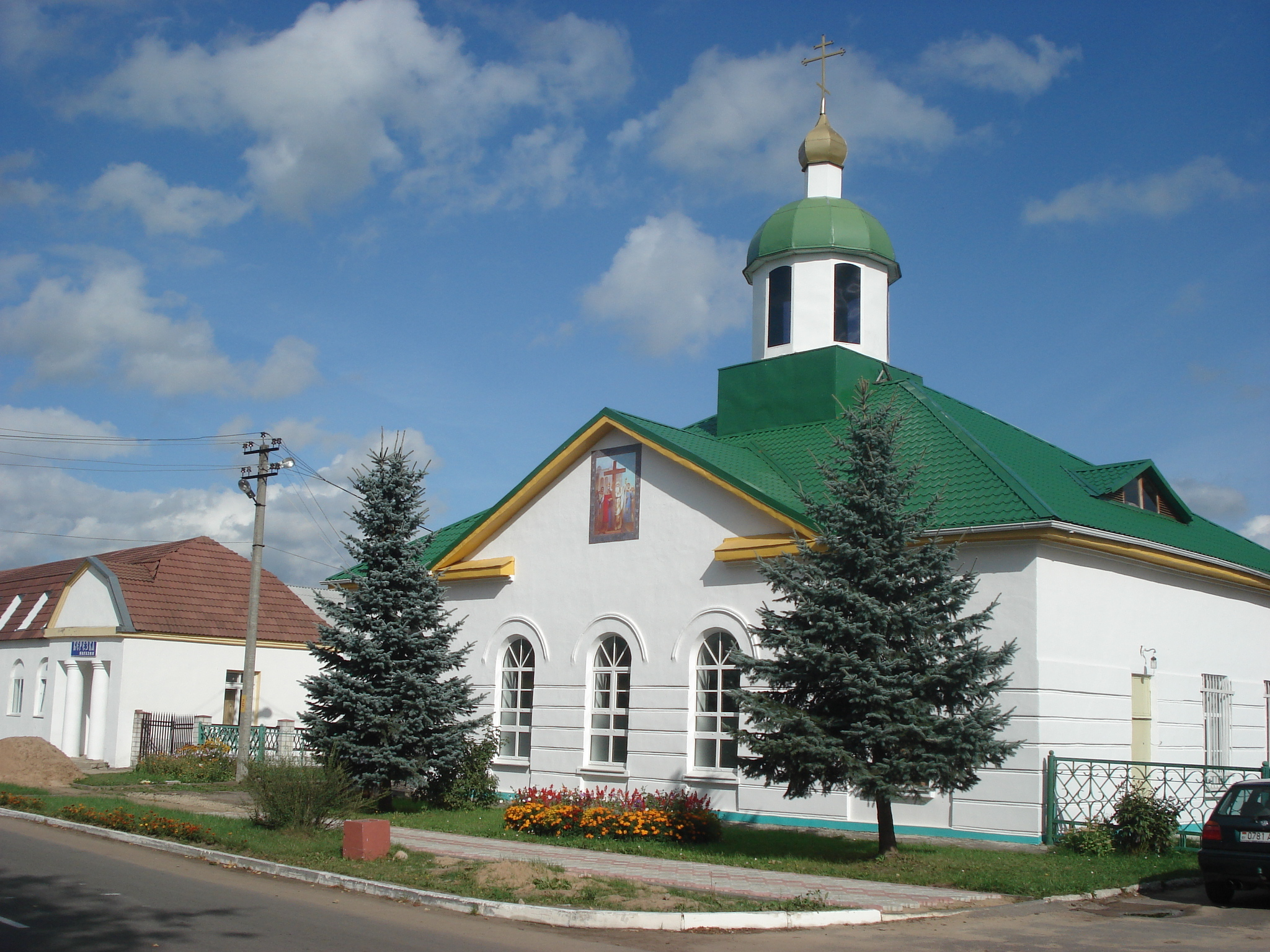
Православный храм Воздвижения Креста Господня
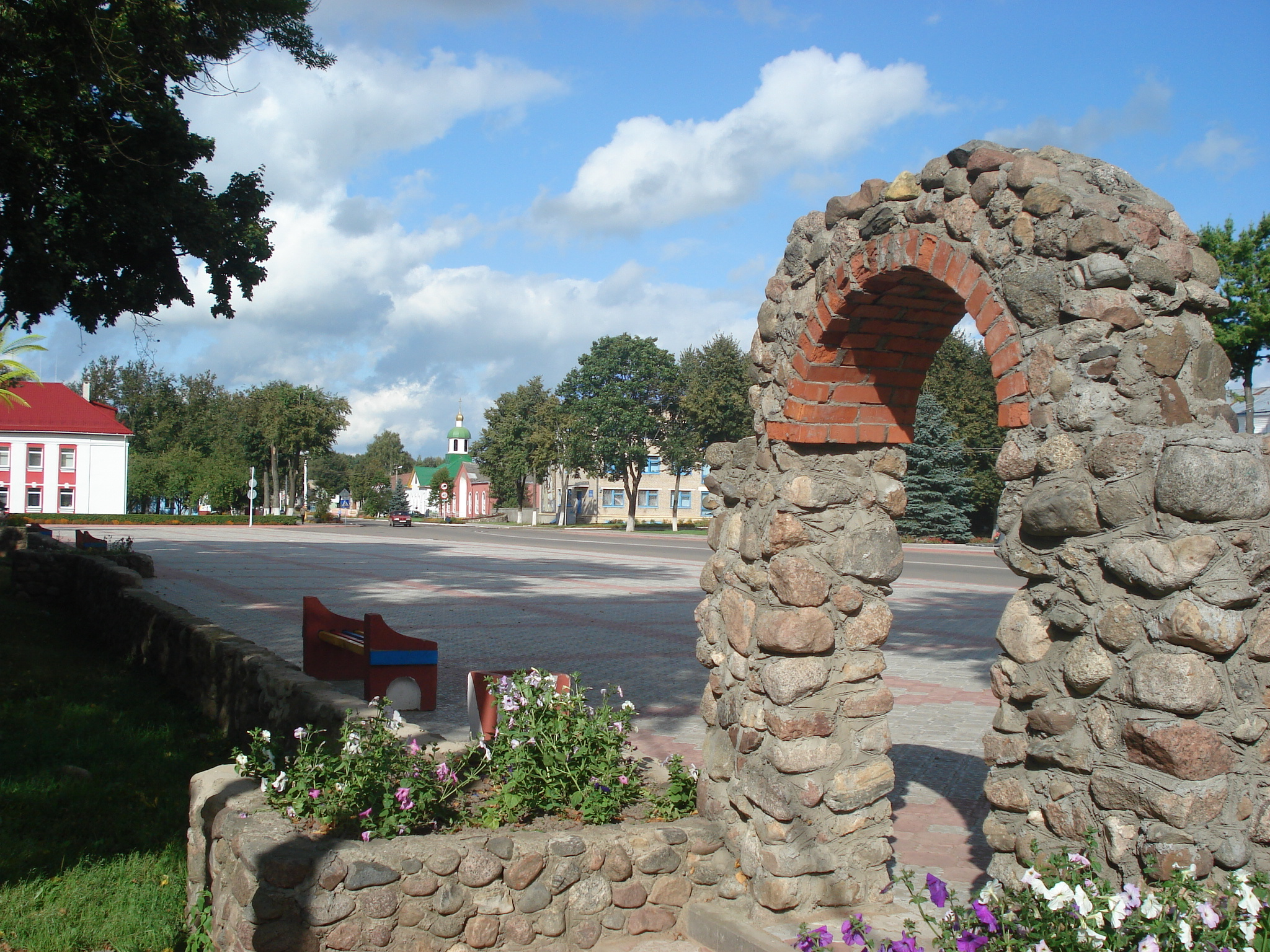
Центральная площадь
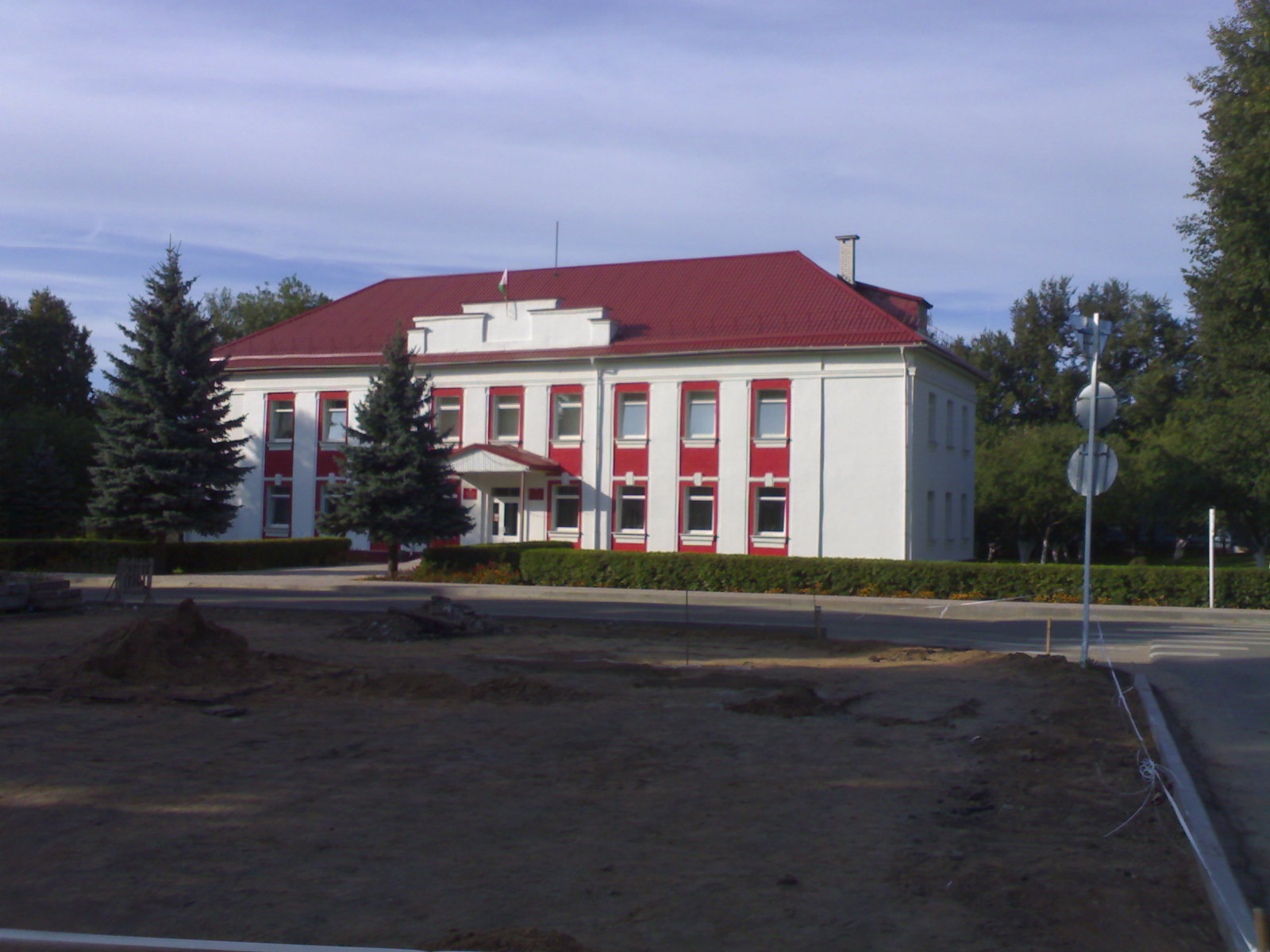
Райисполком
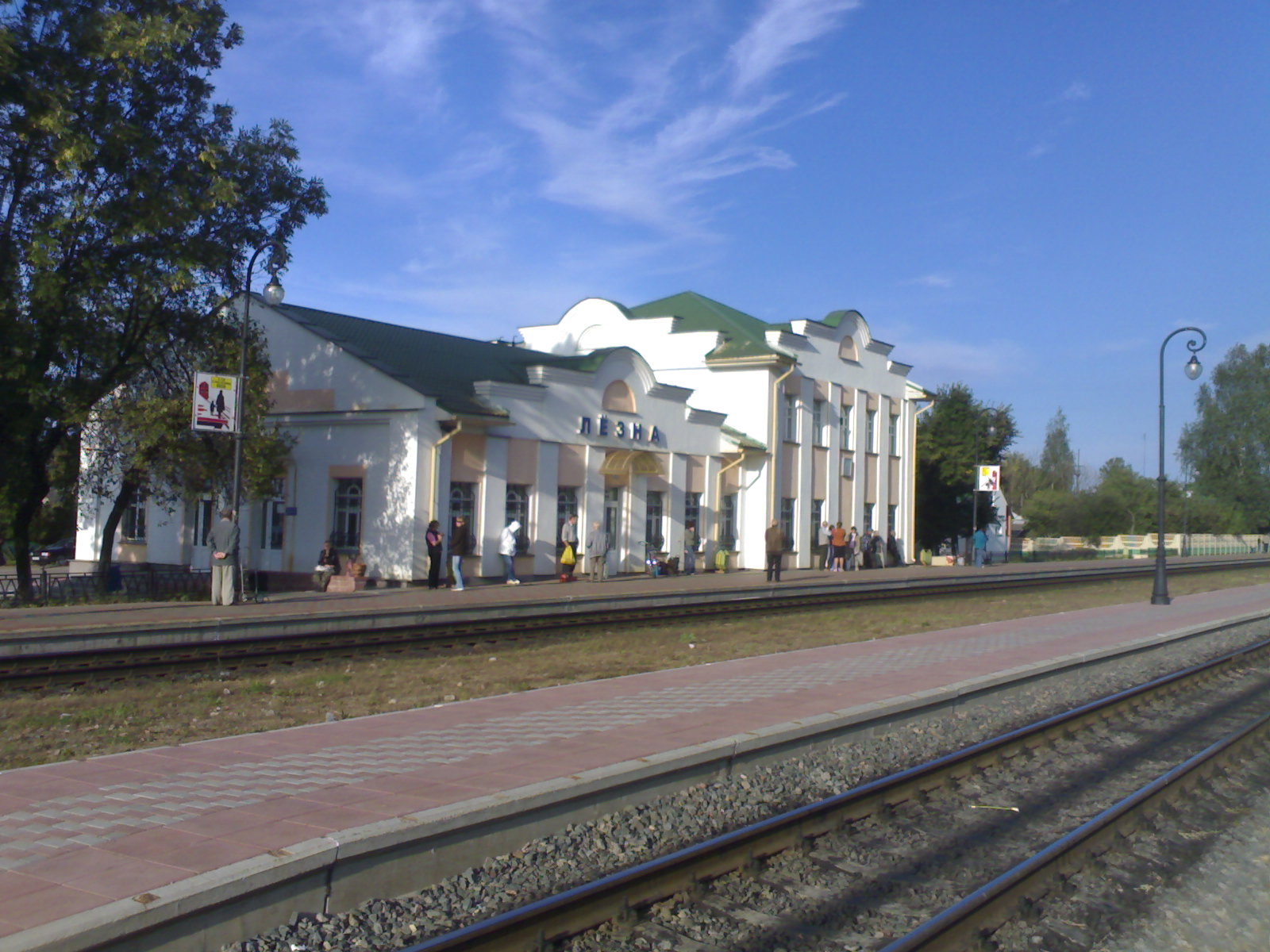
Железнодорожная станция
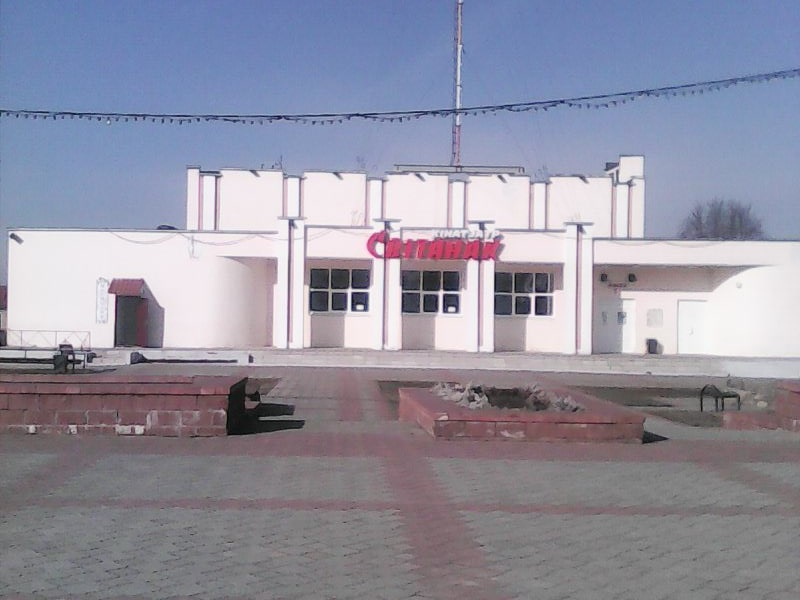
Кинотеатр

## СМИ
Издается районная газета «Сцяг Перамогі».